# Núria Borrut Mulet
Núria Borrut Mulet (Barcelona, 17 de setembre de 1958) és una escriptora i pintora catalana.

## Obra literària
Li han publicat les novel·les següents:
- Greta, relatsencatala.com, Barcelona 2003.
- Virgínia o les flames (2004), Edicions Cort, Palma, 2004.
- L'ombra del llorer, XII Premi de Narrativa Ciutat d'Eivissa 2004, Editorial Mediterrània Eivissa, Barcelona, 2004.
- Petites Mentides, Premi de Narrativa Vila de Lloseta 2004, Editorial Moll, Palma, 2005
- Lluny de la terra encesa, Pagès Editors, Lleida, 2012.
- Tablinum, memòries d'una esclava de Tàrraco, Pagès Editors, Lleida, 2013.
- Illa Godwin, Amazon Kindle, 2014.
- Els ossos de la terra, Amazon Kindle 2014.
- La llum amb què sorprenen les paraules, Amazon Kindle, 2014.
- Sota les llambordes, la platja, IV Premi Gregal de Novel·la 2015.[1] Editorial Gregal. Girona 2016.[2]
- La filla d'Horemheb. Ediciones Oblicuas, Barcelona, 2020.
- Mañana o cualquier otro día, Amazon Fullfilment, 2024.
- Demà o qualsevol altre dia, Amazon Fullfilment, 2024.
- El bosc brillant de l'esperit de la pluja, Amazon Fullfilment, 2024.
- La nimfa al mirall de l'aigua, Amazon Fullfilment, 2024.
- Vladímir, sense límits,  Amazon Fullfilment, 2024.